# Louis von Kohl
Louis Henri von Kohl (født 14. december 1882 i København, død 11. oktober 1962) var en dansk filminstruktør, forfatter og forlægger. Han var søn af oberstløjtnant ved Ingeniørregimentet Adolf Carl Christian Kohl og bror til Lilli (tvillingesøster), Carl og Aage von Kohl.
Von Kohl havde pro-tyske sympatier under både 1. og 2. verdenskrig, og han blev efter 2. verdenskrigsafslutning kortvarigt interneret og anklaget for samarbejde med besættelsesmagten.

## Karriere

### Filminstruktør/manuskriptforfatter
Louis von Kohl blev i 1908 direktør for den nyåbnede Falke-Biografen på Frederiksberg og blev i 1910 også direktør for biografteatret Panoptikon. Udover direktørhvervet i biograferne var von Kohl også involveret i produktion af film. I årene 1911-12 skrev og/eller instruerede von Kohl fire stumfilm.

#### Filmografi
- Privatsekretæren (1911, manus)
- Taifun (1911, instruktør + manus)
- Morfinisten (1911, instruktør)
- Pigen fra det mørke København (1912, instruktør + manus)

### Første verdenskrig
Kohl var redaktør for forskellige tidsskrifter fra 1914 og beskæftigede sig med germansk og østasiatisk filologi, kultur og digtning, dels som oversætter, dels i selvstændige historiske værker om Friedrich Nietzsche, Yuan Shikai, Storjapan med mere. 1915 forsøgte det tyske gesandtskab i København (ledet af Ulrich von Brockdorff-Rantzau) med von Kohl som stråmand at opkøbe den ententevenlige avis Vort Land, men det lykkedes ikke. I stedet oprettede von Kohl tidsskriftet Spectator. I løbet af 1917 skiftede han fokus og blev papirimportør med tysk bistand vist for at lukke for leverancen til de ententevenlige aviser og sikre forsyningen til aviser, der støttede Centralmagterne, men i praksis blev der ikke gjort forskel mellem pro- og anti-tyske aviser.
Louis von Kohl fik i 1917 kontrol med Nordiske Forfatteres Forlag, også med støtte fra gesandtskabet. Forlaget udgav 1917-18 dels en række værker af yngre forfattere, dels en række krigsbøger, der især var vendt mod ententen. I august 1917 udgav forlaget Emil Rasmussens tyskvenlige Barbarkvinder, som blev en salgsmæssig succes, men sendte forfatteren 14 dage i fængsel for pornografi og gjorde det åbenlyst, at forlaget levede på tysk støtte. Efter denne sag svandt støtten ind, og forlaget måtte lukke efter første verdenskrig.

### Mellemkrigstiden
I slutningen af 1918 eller begyndelsen af 1919 flyttede von Kohl til Tyskland. Her gik det op og ned for ham, og især synes slutningen af 1920'erne at have været hårde. Han søgte og fik økonomisk støtte fra Auswärtiges Amt og fra Georg Brandes, som han klagede sin nød til.
I 1938 vendte han tilbage til Danmark.

### Anden verdenskrig
Fra sommeren 1939 til marts 1940 ledede han det danske sikkerhedspolitis civilafdeling, men blev afskediget af justitsminister Svend Unmack Larsen. Unmack Larsens efterfølger E. Thune Jacobsen ansatte i efteråret 1940 von Kohl til at være bindeled til besættelsesmagten – en post, han bestred til 1944.
Fra 1941 og krigen ud ledede von Kohl pressebureauet Presse-Information som, delvist finansieret fra tysk side, forsynede danske blade med stof fra tyske aviser.
I forbindelse med at avisen Fædrelandet i 1943 holdt op med at være officielt partiorgan for DNSAP, indsatte Werner Best kortvarigt von Kohl som "kommissær" i redaktionen.
Efter befrielsen blev von Kohl interneret som allieret krigsfange på Alsgades Skole fra den 22. maj til den 30. november 1945.
Ved Københavns Byret dømtes von Kohl i 1949 til et års fængsel, men året efter frifandt Østre Landsret ham.

## Biografier
Kohl blev medtaget i Kraks Blå Bog, men røg ud igen efter 1921-udgaven. I Hans Scherfigs Frydenholm er personen François von Hane inspireret af von Kohl.

## Privatliv
Louis von Kohl var gift to gange og blev far til journalisten Christine von Kohl.

### Referener
1. ↑  Kohl, Louis v. i Register til Kraks Blå Bog 1910-1988
2. ↑  Düring Jørgensen (2007), p. 455
3. 1 2  Louis von Kohls biografi på dfi.dk
4. ↑  Düring Jørgensen (2010), p. 36
5. ↑  Düring Jørgensen (2010), p. 34
6. ↑  Samtidig udviste Kai Friis Møller og dagbladet København stor interesse for von Kohls forbindelse til det tyske gesandtskab. (Düring Jørgensen (2007), p. 458)
7. ↑  Under anden verdenskrig oprettedes et andet forlag under dette navn, også tyskfinansieret. Dette andet forlag udgav en del værker for DNSAP.
8. ↑  Düring Jørgensen (2007), p. 458-461
9. 1 2  Lauridsen, s. 513
10. ↑  Düring Jørgensen (2007), p. 451
11. ↑  Lauridsen, s. 495 og 513
12. ↑  Düring Jørgensen (2007), p. 454
13. 1 2  Louis v. Kohl (1882-1962) på litteraturpriser.dk